# Antonello Paliotti
Antonello Paliotti (Napoli, 10 marzo 1963) è un musicista e compositore italiano.
Diplomato in chitarra con Eduardo Caliendo, dal 1986 è collaboratore di Roberto De Simone come compositore e direttore (per Carmina Vivianea, per "Populorum Progressio", "Opera dei centosedici" e per Li Turchi viaggiano, uscito anche come disco nel 2003). Nel 1995 ha scritto "Canto della possibilità di sopravvivere" per il sassofonista Michael Brecker, con orchestra. Del 1997 è la "Messa per il tempo di guerra", rappresentata al Conservatorio S. Pietro a Majella di Napoli. Per "I solisti del Teatro San Carlo" ha scritto - tra il 1999 e il 2001 - alcune composizioni, poi raccolte nel cd "Musica Obliqua", del 2006.
Ha collaborato ai dischi di altri musicisti, come Daniele Sepe, Zezi, Elena Ledda, Gianni Lamagna, Brunella Selo, Lino Cannavacciuolo. 
Nel 2011 ha scritto il Concert du Printemps, per due mandolini e grande orchestra, eseguito da Hamilton de Holanda e Mike Marshall.
Per il cinema e il teatro ha lavorato con numerosi artisti, tra cui: Pappi Corsicato, Antonio Capuano, Mariano Rigillo, Moni Ovadia, Maurizio Scaparro, Cloris Brosca, Georg Brintrup.

## Composizioni
- 1994: Musiche di scena per "Medea" di Euripide, regia di Antonio Capuano. Benevento città spettacolo.
- 1995: Canto della possibilità di sopravvivere per il sassofonista Michael Brecker e orchestra. Napoli piazza Plebiscito, 25 aprile 1995.
- 1996: Musica d'accompagnamento per un film che non sarà mai girato, per sette strumenti.
- 1997: Messa per il tempo di guerra, rappresentata al conservatorio San Pietro a Majella di Napoli.
- 1999-2001: composizioni per I solisti del Teatro San Carlo, poi raccolte nel cd Musica Obliqua, del 2006.
- 2001: Tarantella storta; cd pubblicato da Felmay, vincitore di due premi della critica in Francia e Germania.
- 2002: "Viènole e Gargariseme", per due tenori e 5 strumenti su testi napoletani del XVII secolo.
- 2004: Coppola Rossa, per 4 voci e orchestra, prima rappr. Leuciana Festival; dallo spettacolo è stato tratto un cd, uscito nel 2006;
- 2004: La montagna fredda, pubblicato dalla Felmay.
- 2005: "Commedia ridicolosa", da Pergolesi. Regia di Adria Mortari, musiche di A.P.
- 2006: spettacolo Le forme di Dioniso commissionato dalla Fondazione Benetton, con il quartetto Borciani. Treviso, Palazzo Bomben.
- 2007 "Variazioni concertanti", per soli e grande orchestra, su temi di Carlo d'Angiò, Napoli Teatro Mediterraneo, dir. Gennaro Cappabianca
- 2011 "Seven nonsense", per mandolino e chitarra, su testi di Edward Lear.
- 2011: Concert du Printemps, per due mandolini e orchestra, commissionato dal Festival Mandolines de Lunel (Francia). Solisti: Hamilton de Holanda e Mike Marshall.
- 2013: "La leggenda di Colapesce", balletto in un atto. Prima rappr. Teatro Verdi di Pisa, maggio 2013. Regia di Flavia Bucciero
- 2014: "Nei mari della luna", concerto per mandolino, mandola e orchestra. Prima esecuzione, Salle Georges Brassens, Lunel (France). Solisti Nunzio Reina e Fabio Gallucci. Orch Nationale de Montpellier dir. N. André.
- 2015: "Napoli non è", per quartetto vocale, quartetto d'archi e percussione. In collaborazione con R. De Simone. Napoli Teatro Mediterraneo.
- 2015: "Napoli Continente", per voce e 5 strumenti. Prima esec. Théatre de l'Opera de Lyon.
- 2018: "Canticum", per coro misto e pianoforte.
- 2018: "Four Studies in Alternate Tunings", per chitarra. Da Vinci Edition, 2018
- 2018: "Valse con variazioni" for two mandolins, mandola and guitar. DaVinci edition 2018
- 2021: Diferencias, per chitarra e sestetto d'archi

### Discografia (parziale)
- Condannati a vagare sui mari (1997) Konsequenz
- Tarantella Storta (2001) Felmay
- Coppola Rossa (2004) MFC
- La Montagna Fredda (2004) Felmay
- Musica Obliqua (2006) MFC
- E Zezi: Ciento Paise - (2010)
- Napoli, Once upon a time (2011) Musicmedia
- Terra di fronte (2013) PDB
- Catari', Maggio, l'Ammore, con Marco Beasley (2017)
- Le Ombre Lunghe (2019) Da Vinci Classics
- Canti della Dimenticanza (2021) con Roberto De Simone e Raffaello Converso
- InDiferencias (2021)